# BerkeleyDB
BerkeleyDB (BDB) е софтуерна библиотека, която предоставя висока ефективност на базите данни тип ключ-стойност. От 2012 година насам, Berkeley DB е най-широко използваният инструмент за управление на бази данни в света. Написана е на програмния език C, с програмен интерфейс (API) за C++, C#, PHP, Java, Perl, Python, Ruby, Tcl, Smalltalk и други програмни езици. Berkeley DB съхранява случайни двойки ключ-стойност като масиви от байтове и може да поддържа множество единици от данни, чрез един ключ. BDB не е релационна база данни. Тя може да работи в много-нишкова среда, като контролира различните нишки или успоредно функциониращи бази от данни до 256 TB, при това на множество операционни системи, включително Unix-базираните и Windows. Berkeley DB, също е общо име за няколко отделни продукта: Oracle Berkeley DB, Berkeley DB Java Edition и Berkeley DB XML. Тези три продукта имат връзка помежду си и се разработват от Oracle Corporation.